# 足立区立西新井第一小学校
足立区立西新井第一小学校（あだちくりつ にしあらいだいいちしょうがっこう）は、東京都足立区にある公立小学校。略称は西一小（にしいちしょう）。

## 沿革
- 1951年7月1日 「近松小学校」跡地付近に足立区立西新井小学校分校が設立。
- 1952年4月7日 分校が足立区立西新井小学校から独立して、足立区立西新井第一小学校が開校する。
- 1952年5月24日 開校式典挙行。以後この日を開校記念日とする。
- 1964年9月 本校から分校が足立区立西新井第二小学校として独立。

## クラブ活動
- 球技
- バドミントン
- 卓球
- 料理 手芸
- 金管バンド
- 科学
- 工作
- 百人一首 将棋
- バスケットボール

## 交通アクセス
- 東武大師線大師前駅から徒歩7分